# Bardača (gmina Srbac)
Bardača (cyr. Бардача) – wieś w Bośni i Hercegowinie, w Republice Serbskiej, w gminie Srbac. W 2013 roku liczyła 195 mieszkańców.
W pobliżu wsi znajduje się kompleks mokradłowy Bardača stanowiący ostoję ptaków IBA organizacji BirdLife International (od 2000 roku) oraz obszar wodno-błotny o znaczeniu międzynarodowym konwencji ramsarskiej (od 2007 roku).